# Mohamed Solih
Mohamed Solih (en uzbeko: Muhammad Solih; Urgench, 20 de diciembre de 1949) es un poeta, escritor y político uzbeko, así como un activista destacado en la oposición al régimen gobernante del país desde su independencia. Tuvo una destacada trayectoria literaria durante el período soviético y formó parte de la disidencia antisoviética durante la década de 1980. Tras el colapso del Estado soviético que precipitó la independencia de Uzbekistán, se convirtió en opositor al régimen de Islom Karimov.
Solih fue uno de los fundadores del Partido Democrático de la Libertad o («Erk») y el único oponente de Karimov en las elecciones presidenciales de 1991 (hasta la fecha los únicos comicios realizados en Uzbekistán en los que un presidente en ejercicio enfrentó a un retador considerado genuinamente opositor), obteniendo solo el 12,5 % de los votos en medio de denuncias de fraude electoral masivo. Tras las elecciones (cuyos resultados Solih no reconoció) muchos de sus partidarios fueron detenidos, y el Partido Erk fue prohibido. Solih se exiliaría poco después.
Tanto Solih como sus allegados (incluyendo su hermano Muhammad Bekjanov) han enfrentado persecución y diversos arrestos por causa de su activismo, y este ha denunciado complots orquestados por el régimen uzbeko para asesinarlo. El gobierno uzbeko considera a Solih un terrorista vinculado a movimientos islamistas, postura que es cuestionada por observadores como políticamente motivada.